# Siaki Tukino

a Compétitions nationales et continentales officielles uniquement.

b Matchs officiels uniquement.
Dernière mise à jour le 7 février 2019.
Siaki Tukino ou Kietaka Talasinga (en tongien), né le 11 juillet 1977 à Vaiola (Tonga), est un joueur de rugby à XV néo-zélandais d'origine tongienne. Il évolue principalement au poste de troisième ligne centre (1,95 m pour 113 kg).
Ses trois fils Feibyan Crimson et River sont formés au FC Grenoble avant de rejoindre ensemble le Castres Olympique.

## Carrière
- 1995 - 1996 : Counties Manaukau (NPC)  Nouvelle-Zélande
- 1997 : South Canterbury (NPC)  Nouvelle-Zélande
- 1998 - 2001 : Counties Manaukau (NPC)  Nouvelle-Zélande
- 1999 - 2001 : Waikato Chiefs (Super 12)  Nouvelle-Zélande
- 2003 - 2004 : World Fighting Bull  Japon
- 2005 - 2006 : Amatori Catania (Super 10)  Italie
- 2006 - 2007 : RC Toulon (Pro D2)  France
- 2007 - 2011 : FC Grenoble (Pro D2)  France
- 2011 - 2015 : US Romans Péage (Fédérale 1)  France
- 2015 - 2018 :  CSA Annonay (Fédérale 2) - Manager général  France
- 2019-20 : FCTT Rugby (Fédérale 2) - Manager général  France

2020-21 FCTT Rugby
Championnat de France de rugby à XV 2e division fédérale (Fédérale 2)-Manager général
2021-22 ASM Top14 
2022-23 ASM Top14 Coach Contact et jeu au Sol.

## Palmarès

### En club
- Championnat de France de Pro D2 :
  - Demi-finaliste (2) : 2007 (RC Toulon) et 2011 (FC Grenoble)

### En sélections
- 5 sélections en l'équipe de Nouvelle-Zélande des moins de 21 ans.
- 3 sélections en équipe de Nouvelle-Zélande A.